# Tijuana No!
Tijuana No! (oft ohne Ausrufungszeichen Tijuana No) ist eine mexikanische Ska-Punk-Band aus der Grenzstadt Tijuana.
Die 1989 als NO gegründete Musikgruppe veröffentlichte in den 1990er-Jahren drei Studioalben. In ihren vorwiegend spanischen Texten beschäftigte sich die Band vor allem mit der Politik Mexikos und der Vereinigten Staaten. Tijuana No! solidarisierte sich mit indigenen und unterdrückten Gesellschaften und übte Kritik an rassistischen Strukturen in vielen Teilen der Welt. Die Band trennte sich im Jahr 2002, gab aber bis 2006 vereinzelt Konzerte und vereinigte sich 2010 erneut.
Der musikalische Stil Tijuana No!s umfasst Elemente zahlreicher traditioneller und moderner Genres; Inspiration erfuhr das Sextett von Bands beiderseits der US-amerikanisch-mexikanischen Grenze.

## Bandgeschichte

### Vorgeschichte
Bevor die Band Tijuana No! entstand, organisierte Luis Güereña in den 1980er-Jahren Shows von mexikanischen und US-amerikanischen Gruppen in Tijuana. Bereits als Kind interessierte sich Güereña für Musik, die zu jener Zeit in den USA und in Europa populär war. Er besuchte in seiner Jugend Konzerte von Genesis, Peter Gabriel, Black Sabbath und Led Zeppelin und lernte später Jazz und Punkrock kennen. Seine ersten eigenen Auftritte hatte Güereña in einer Band namens Solución Mortal (deutsch: „tödliche Lösung“), wobei er den Bassisten der Gruppe zu Auftritten in den nahegelegenen Städten Los Angeles und San Diego über die Grenze schmuggeln musste, da dieser keine Reisepapiere hatte.
Güereña gilt als Pionier und Förderer des Ska und Punk in Nordmexiko. Er stellte dem mexikanischen Publikum in den 1980er-Jahren den neuen Musikstil vor, indem er Punkbands aus Kalifornien nach Tijuana brachte. Auf diese Weise gelangten reputable aber auch umstrittene Bands wie die Adolescents, Black Flag, X, Bad Manners und die Dead Kennedys zu Auftritten in Güereñas Heimatstadt. Die von ihm organisierten Konzerte standen jedoch immer im Zusammenhang mit seiner Unterstützung von Bewegungen wie den Sandinistas und dem FMLN sowie später den Zapatisten; Güereña selbst unterstützte prosowjetische Bewegungen in Mittelamerika, respektierte den Maoismus und war von der 1984 gegründeten Revolutionären Internationalistischen Bewegung inspiriert.

### Das Entstehen der Band

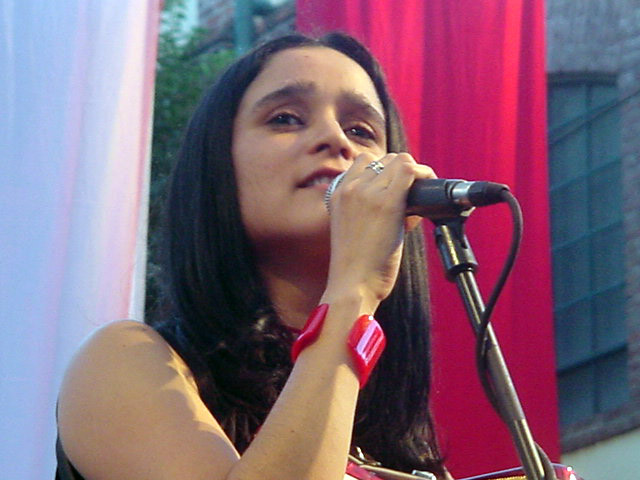
Ex-Mitglied Julieta Venegas als Solokünstlerin

1988 gründete sich die Band Radio Chantaje („Radio Erpressung“), welche sich im Lauf der Jahre zu Tijuana No! entwickelte. Gründer und Schlagzeuger dieser Band war Alex Zúñiga, der Julieta Venegas einlud, seinem Projekt als Vokalistin beizutreten. Radio Chantaje zeigte hauptsächlich Einflüsse von The Clash, The English Beat, den Sex Pistols, Bob Marley, Iggy Pop, The Damned, den Red Hot Chili Peppers und The Specials.
Alejandro Zúñiga begegnete wenig später Luis Güereña, als er bei einer von Güereña organisierten Veranstaltung Geld für linkspolitische Rebellen in El Salvador und Nicaragua sammelte. Zúñiga schlug Güereña vor, der Musikgruppe beizutreten. Aus Alex Zúñiga, Julieta Venegas, Jesús „Chuy“ González (Gitarre), Omar Veytia, Luis Güereña und Mahuiztecatl „Teca“ García entstand somit eine neue Formation, welche sich den Namen Chantaje gab. In dieser Besetzung war die Band etwa eineinhalb Jahre aktiv. Chantaje hatte ihren ersten Auftritt Ende des Jahres 1988. Eine Demoplatte aus dieser Zeit, die dem Musikstil Ska und Punk zugeordnet wird, gilt als Basis der späteren Band Tijuana No!
Als das Medieninteresse an Chantaje zunahm, kam es in der Band zu einem Richtungsstreit: Güereña wollte Chantaje ein politischeres Image verpassen und sprach in Interviews über seine Pläne, ohne diese mit seinen Bandkollegen abgesprochen zu haben. Chantaje löste sich wenig später auf. Güereña ging nach Los Angeles, um mit John Doe zu arbeiten, konnte jedoch von Zúñiga, der seine Forderungen unterstützte, überredet werden zurückzukommen. Güereña und Zúñiga gründeten 1989 die Band NO, die sich Zeit ihrer Existenz gesellschaftlichen und politischen Themen widmen sollte.
In der Gründungsphase waren El Kilo Múzquiz und César Ortega weitere Mitglieder der Gruppe. Wenig später schloss sich die fünfzehnjährige Cecilia Bastida der Band zuerst als neue Schlagzeugerin an, wechselte nach kurzer Zeit zum Keyboard und erlangte als eine der ersten Frauen im Latin Rock Bedeutung. Unterdessen verließ Venegas die Band, um eine erfolgreiche Solokarriere zu starten. Sie gab an, nie vorgehabt zu haben für immer Teil der Band zu bleiben, und dass sie sich durch die Neuausrichtung der Gruppe eingeschränkt fühlte. Dennoch verließ sie die Formation im Guten. Für kurze Zeit waren auch die Geschwister Zamudio bei der Band. Als diese NO verlassen hatten, bestand die Gruppe aus Cecilia Bastida, Teca García und Luis Güereña sowie aus Jorge Velásquez, Jorge Jiménez und Alejandro Zúñiga. Aus diesem Sextett stammten je drei Musiker aus Mexiko-Stadt und aus Tijuana.

### Der Weg zu einem Namen und Plattenvertrag
Die neue Formation probte 1989 zunächst im Haus von Zúñigas Eltern. Anfangs spielte sie rein für sich selbst und dachte nicht daran, ihre Musik zu kommerzialisieren, da keines der Mitglieder von finanziellen Erfolg dieses Projektes abhängig war. Anfang der 1990er erlangte die Band durch provokative Live-Auftritte zunehmend Aufmerksamkeit, von Beginn ihrer Live-Auftritte an fesselten und beherrschten sie ihr Publikum. Enrique Lopetequi, ein uruguayischer Journalist in Diensten der Los Angeles Times, beschrieb die Gruppe in dieser Zeit folgendermaßen:

“Tijuana No! is even more electrifying now, jumping from ska to reggae and from rap to World Beat collages without sacrificing its punk foundation. The group fills each song with so much color that it sometimes seems as if the band is trying to put everything it knows into every number.”

„Tijuana No! ist jetzt noch elektrifizierender, indem sie von Ska zu Reggae und von Rap zu World-Beat-Collagen springen, ohne ihr Punk-Fundament zu opfern. Die Gruppe füllt jedes Lied derartig mit Farbe, dass es manchmal scheint, als ob die Band versucht, alles was sie weiß in jede einzelne Nummer einzubauen.“

1990 traten sie als Vorgruppe der Fabulosos Cadillacs und der Maldita Vecindad y los Hijos del Quinto Patio auf. Beim binationalen Bandwettbewerb Duelo de Rebeldes setzten sie sich gegen alle Konkurrenzbands aus Mexiko und den USA durch und gewannen damit 5.000 US-Dollar, welche die Band in erste eigene Aufnahmen investierte.
Gegen Ende des Jahres 1992 machte sich die Gruppe auf den Weg nach Mexiko-Stadt, um dem Label Rock and Roll Circus (heute MEISA) eine Demoplatte vorzustellen. Das Label, das als eines der ersten des Landes den nuevo rock mexicano unterstützte, nahm NO unter Vertrag und produzierte für sie das Album NO.
Durch die Live-Auftritte der Band wurde das Label Culebra, ein unabhängiges Unterlabel von BMG, auf sie aufmerksam und kaufte Rock and Roll Circus sämtliche Rechte an der Vermarktung der Platte ab. Culebra schloss mit der Gruppe einen Vertrag für drei CD-Produktionen ab. In dieser Phase erfuhr die Formation, dass es in Ciudad Satélite (bei Mexiko-Stadt) schon eine Coverband mit genau diesem Namen gab. Die Band wollte jedoch am NO festhalten, da sie unter diesem Namen bereits bekannt geworden war. Als Alternative kam der Name ihrer Heimatstadt ins Spiel, der dem No hinzugefügt wurde (No! de Tijuana); als endgültiger Name wurde schließlich Tijuana No! festgelegt.
Mit dem Wort Tijuana im Bandnamen wollte Tijuana No! nicht nur auf ihre geografische Herkunft aufmerksam machen, sondern noch viel mehr auf die Probleme der Stadt. Tijuana sei eine Stadt von Drogendealern, der Migration und der Maquila-Industrie. Das No! sollte ausdrücken, dass die Gruppe alles ablehne, was nicht mit den politischen, sozialen und existentiellen Bedürfnissen der Bevölkerung übereinstimmt.
Jorge Velásquez fügte dem hinzu, dass beide Wörter eine internationale Bedeutung hätten: Es gebe nur ein Tijuana und jeder auf der Welt kenne das Wort „No“.

### Von „Pobre de Ti“ bis „Transgresores de la Ley“

Pobre de Ti: Basslauf im Refrain

Maßgebenden Anteil am plötzlichen Erfolg hatte das Lied Pobre de Ti („Du armer“), welches noch gemeinsam von Venegas und Zúñiga verfasst wurde. Laut Venegas entstand das Lied und auch dessen Text sehr spontan und schnell. Obwohl Venegas die Band verließ als diese gerade Material für ein Album sammelte und die Gesangsstimme inzwischen Bastida übernommen hatte, identifizierten manche Fans Venegas mit diesem Lied und verlangen es von ihr bei ihren Solo-Auftritten. Noch 1992 wurde die erste Single auf der Plaza de Santo Domingo präsentiert und dabei Material für das Video zum Lied gesammelt. 1992 traf die Band beim Festival Rola 92 in Mexiko-Stadt, Guadalajara und Hermosillo erstmals auf Fermin Muguruza und Negu Gorriak.
Den ersten Erfolgen mit Pobre de Ti folgte im Jahr 1994 die Veröffentlichung des Albums Tijuana No!, welches inhaltlich mit dem Album NO aus Rock-and-Roll-Circus-Zeiten identisch ist, jedoch in Los Angeles neu gemastert wurde. Dieses Ska-lastige Werk enthält neben Pobre de Ti zwölf weitere Lieder, worunter sich erste Songs mit sehr kritischen Texten befinden, wie etwa La Migra, Niños de la Calle („Straßenkinder“) und Soweto, während das erste Lied Cowboys ein Instrumentalthema darstellt. Mit Manu Chao und Mitgliedern von Maldita Vecindad y los Hijos del Quinto Patio – Roco und Sax werden als musikalische Ratgeber angegeben – hatte Tijuana No! namhafte Unterstützung bei der Realisierung ihres Erstlingswerkes. Manu Chao hatte bei einem Mexiko-Aufenthalt mehrere einheimische Bands kennen gelernt, wobei Tijuana No! eine der Formationen war, die ihn am meisten überraschten.

Eintrittskarte zu einem Konzert Tijuana No!s in Hollywood, 21. April 1994

Dem Sextett gelang es schnell Fans des Latin Rock und der alternativen Musik um sich zu scharen. In dem Jahr zwischen der Veröffentlichung ihres Debütalbums und ihres Zweitwerks tourten Tijuana No! durch Mittel- und Nordamerika. Dennoch blieben die Bandmitglieder ihren ideologischen und gesellschaftlichen Wurzeln treu und traten weiterhin bei politisch motivierten Fundraising-Veranstaltungen auf, so zum Beispiel 1994 und 1995 bei den Big Top Locos in Los Angeles neben Bands wie Rage Against the Machine und Youth Brigade.
Mitte der 1990er-Jahre richtete die Gruppe ihre Aufmerksamkeit zunehmend auf die Situation im südmexikanischen Bundesstaat Chiapas, in dem das Ejército Zapatista de Liberación Nacional (EZLN) Anfang 1994 erstmals in Erscheinung trat. In der Folge widmeten sie ihr zweites Album, Transgresores de la Ley („Überschreiter des Gesetzes“, 1995), den zapatistischen Rebellen. Nennenswerte Lieder aus diesem Album sind neben dem Titelsong, in dem der Sprecher des EZLN in Form einer Grußbotschaft auftritt, das von Bastida gesungene Clash-Cover Spanish Bombs und das gemeinsam mit Manu Chao aufgenommene Borregos Kamikazes. Die Aufnahme dieses Albums erfolgte in San Sebastián im Baskenland bei Fermin Muguruza. Der Zeit im Studio folgten weitere Touren durch Lateinamerika und die Vereinigten Staaten.

### „Contra-Revolución Avenue“, Rekompilationen und Trennung
Culebra zerbrach 1995 an einer teuren Produktion mit desaströsen Verkaufszahlen und kündigte daraufhin alle Verträge mit alternativen Bands. Tijuana No! litt unterdessen unter der räumlichen Distanz zwischen Tijuana und der mexikanischen Hauptstadt, wo das Label seinen Sitz hatte, weswegen die Band beschloss, ihr Hauptaugenmerk auf den kalifornischen Markt und die Latinos in den USA zu richten. Im Anschluss an ein gemeinsames Konzert mit der Band La Castañeda zeigte BMG U.S. Latin Interesse an einer CD-Produktion in den USA. Tijuana No! schloss daraufhin einen Vertrag mit diesem Label ab.
Mit dem 1998 erschienenen dritten Album versuchte die Gruppe in den US-amerikanischen Musikmarkt einzusteigen. Luis Güereña meinte dazu, es sei wichtig, dass möglichst viele Menschen ihre Musik hörten und dass ihre politischen Forderungen dadurch nicht mehr nur in ihrer Heimat Gehör finden würden. Um dies zu erreichen luden Tijuana No! zu Contra-Revolución Avenue Künstler aus aller Welt als Gastmusiker ein, wodurch das Album das Überschreiten von Grenzen wie Sprache, Genre und Staatsangehörigkeit symbolisieren sollte. Unter den 13 Liedern der CD finden sich Kollaborationen mit Rasta-Punker H.R. von den Bad Brains, Chicano-Rapper Kid Frost, Kid Caviar von Horny Toad und Fermin Muguruza von der baskischen Underground-Band Negu Gorriak. Auch der Manager von Tijuana No!, John Pantle, nahm als Posaunist an den Aufnahmen teil.

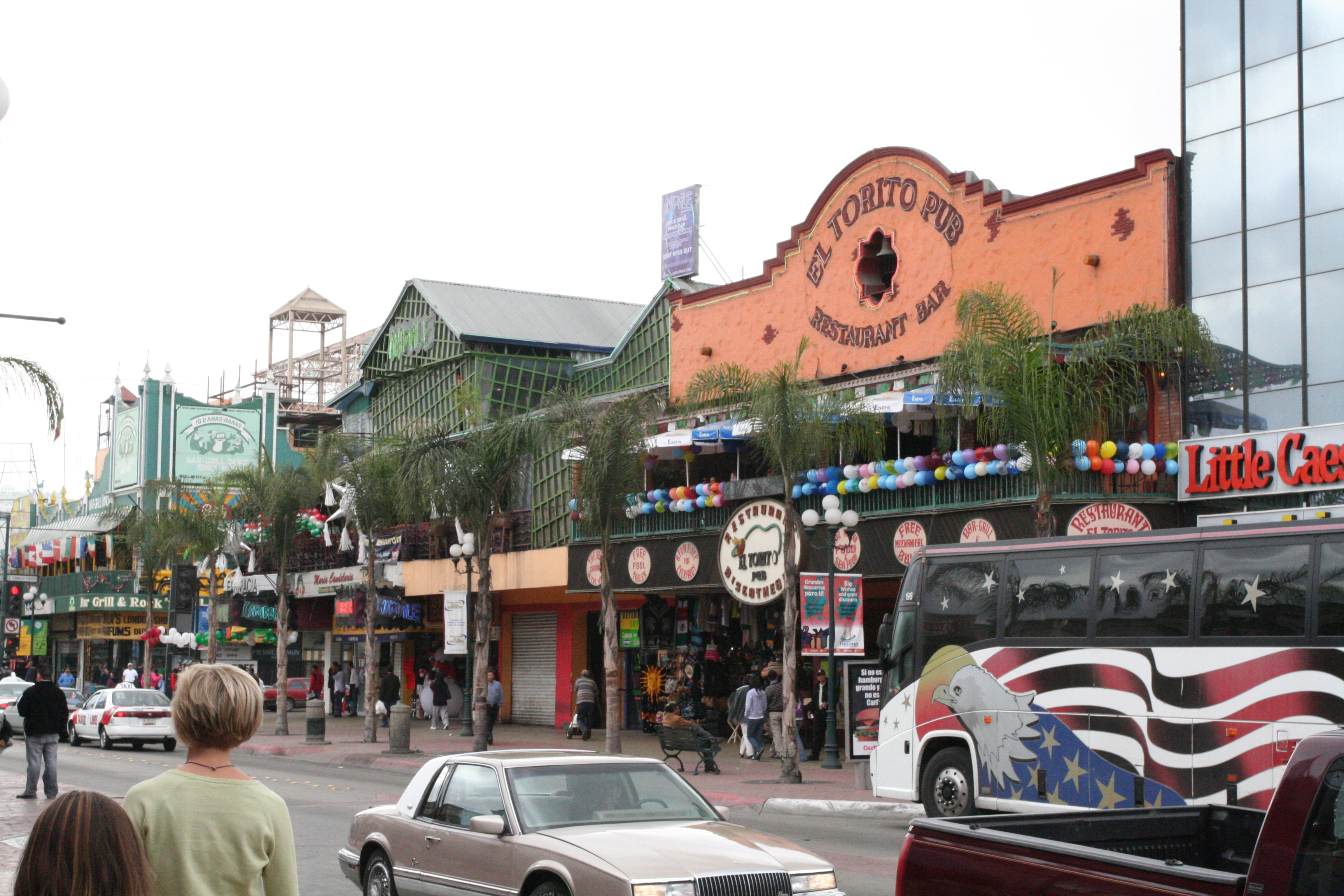
Die Avenida Revolución in Tijuana

Tijuana No! fokussierte sich auch auf diesem Album auf das Aufzeigen von Unterdrückung und Heuchelei in Lateinamerika. Der Albumtitel Contra-Revolución Avenue stellt eine Anspielung an die Avenida Revolución dar, der touristischen Hauptstraße Tijuanas, in der Massentourismus, Sexgewerbe und Armut gleichermaßen offensichtlich sind. Teca García erklärte dazu, dass sich die Band als „Verlängerung“ der Stimme der Armen und Unterdrückten verstehe. Das Album-Cover zu Contra-Revolución Avenue gestaltete der Künstler Winston Smith, der stereotype Bilder von Mexiko mit gewaltbetonenden Bildern von dem, „was tatsächlich geschieht“, zu einer Collage verarbeitete.
In der Vorbereitungsphase zu diesem letzten Studioalbum ließen verschiedene Ereignisse erahnen, dass die Band ihren Zenit bereits erreicht hatte: So verließ Bastida 1997 die Gruppe, kehrte jedoch 2000 wieder zurück. Sie wurde in der Zwischenzeit von der japanischstämmigen Punk-Sängerin Mayumi Hideyoshi ersetzt. Zúñiga hatte in der Zwischenzeit die Formation Los Alex ins Leben gerufen.
Da Contra-Revolución Avenue in Mexiko nicht auf den Markt kam, kam es zu Zerwürfnissen zwischen der Band und BMG. Um eine neue CD der Band herauszubringen, veröffentlichte BMG im Jahr 2000 den Konzertmitschnitt Live at Bilbao, Spain, der bereits im Mai 1996 aufgenommen worden war. Die Band setzte sich erfolglos dafür ein, dass in ihrer Heimat ein Set aus der Liveaufnahme und ihrem dritten Studioalbum angeboten werde. Schon 1999 war Rock milenium erschienen und 2001 Rock en Español – Lo mejor de: Tijuana No („Spanischsprachige Rockmusik: das Beste von Tijuana No“). Auf diesen beiden Best-Of-CDs, die beide Teil einer Kompilationsreihe sind, wurde auf sämtliche Werke von Contra-Revolución Avenue verzichtet. Juntos, eine 2002 veröffentlichte CD, besteht je zur Hälfte aus Liedern von Tijuana No! und Maldita Vecindad y los Hijos del Quinto Patio.
Nachdem Tijuana No! 2002 ihre baldige Auflösung bekannt gaben, führte sie eine Abschiedstournee durch Mexiko und Europa. Im Dezember 2002 erfolgte im Rahmen des Festival Extremo de Guadalajara die offizielle Trennung der Band. Zuvor hatte Güereña (am 25. Oktober 2002) in einem Interview erklärt, die Gruppe wäre innerlich gespalten, die anderen Bandmitglieder würden das Projekt nicht mehr ernst nehmen, Zúñiga wollte nur mehr Bastidas Lieder spielen und er hätte der Band seinen Ausstieg aus dem Projekt bekanntgegeben.

### Nach der offiziellen Auflösung
Trotz der offiziellen Trennung 2002 konzertierte Tijuana No! im November 2003 in Mexiko-Stadt und in Berlin. Ein Auftritt im KTS Freiburg war geplant, wurde jedoch abgesagt. Zu diesem Zeitpunkt war Güereña nicht Mitglied der Gruppe. Weil seine Äußerungen „zu extrem“ geworden waren, musste er laut dem Manager der Band die Gruppe verlassen.
Am 11. Januar 2004 starb Luis Güereña 45-jährig im Norden Tijuanas an einem Herzinfarkt. Aus diesem Anlass spielten Zúñiga, García, Bastida, Velásquez und Jiménez ihm zur Ehre einige Konzerte in Tijuana, Mexiko-Stadt und Los Angeles. Einige der Bands, die sich zu diesen Tribut-Veranstaltungen einfanden, wurden früher von Güereña gefördert oder hatten mit Tijuana No! gemeinsame Gigs. Tijuana No! gingen jedoch nicht, wie Fans erhofften, auf Tournee und traten zudem nicht bei jedem Konzert mit allen fünf verbleibenden Mitgliedern auf. Am 14. April 2006 fand im Multikulti ein vorerst letztes Konzert in der verbliebenen Originalbesetzung statt. Den Gesangspart von Güereña übernahm Luis Sandez, Mitglied der Band Samadhi und langjähriger Freund Güereñas.
2006 wurde die Band mit Pobre de Ti in den Paseo del Rock Mexicano in Mexiko-Stadt aufgenommen.

### Weitere Karriere der Musiker

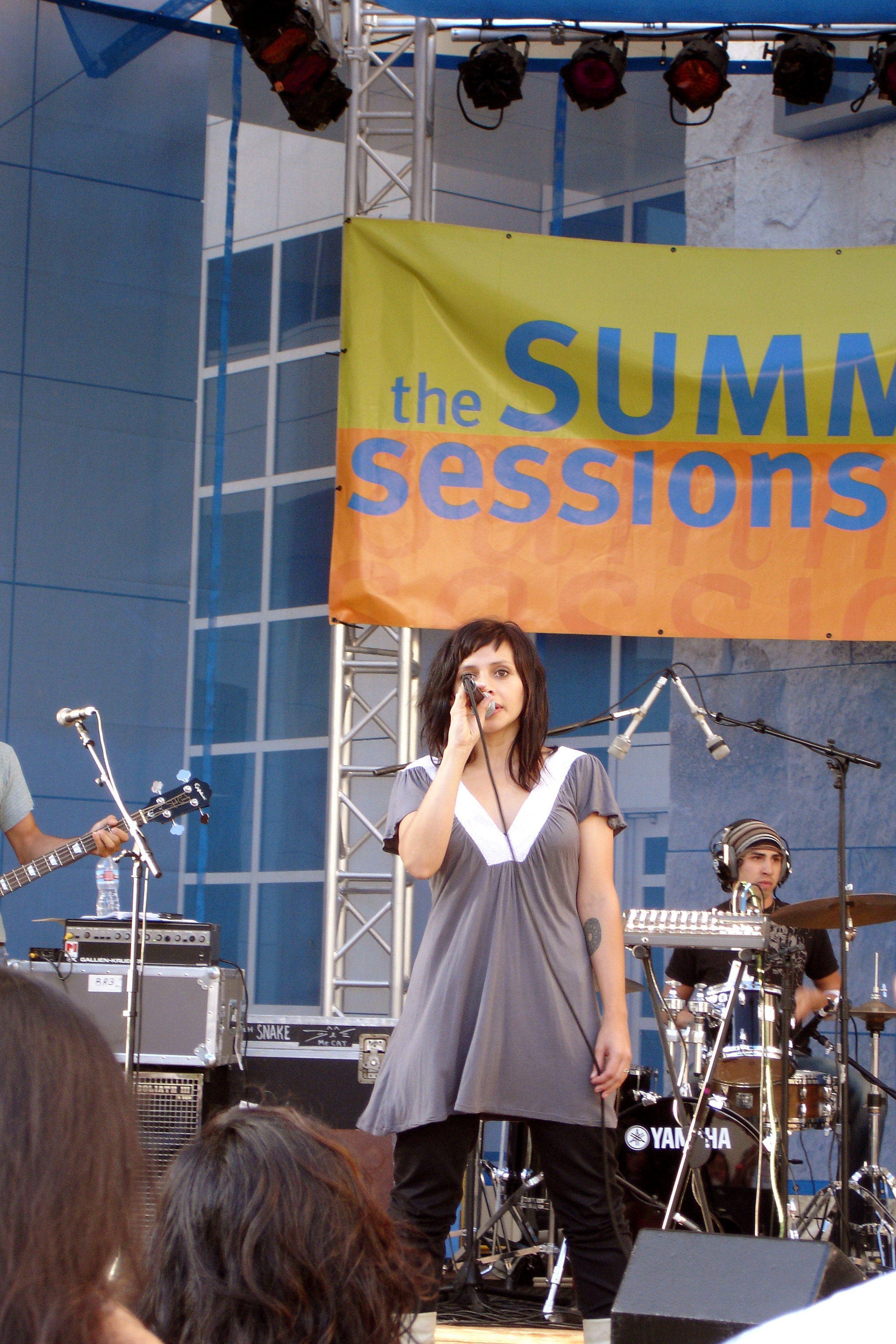
„Ceci“ Bastida (2007), anfangs Schlagzeugerin, später Keyboarderin und Sängerin der Band, heute Solokünstlerin

Cecilia Bastida wurde bereits 2000 Hintergrundsängerin und Keyboarderin in der Band von Julieta Venegas und blieb ihr in dieser Funktion bis 2007 erhalten. Sie lebt mittlerweile in Los Angeles und arbeitet seit 2005 an ihrem Einstieg in eine Karriere als Solokünstlerin. Mithilfe des Produzenten Jason Roberts (Control Machete, Plastilina Mosh), Joselo von Café Tacuba und Ozomatli-Bassisten und Grammy-Gewinner Wil-Dog Abers nahm Bastida erste Demos auf, im Mai 2010 erschien ihr Debütalbum Veo la marea.
Alex Zúñiga fungiert als Leiter des Kulturforums und Veranstaltungszentrums Multikulti in Tijuana. Jorge Jiménez ist Gitarrist der 2004 gegründeten Band Agresores, welche als Ehrerbietung an Güereña entstand und mit Tixuanarkía eine CD veröffentlicht hat. Teca García lebt heute in Nord-Hollywood und gründete Ende 2006 mit einigen Freunden die Indie-Reggae-Rock-Band Tijuanos, welche sich wie Tijuana No! aus zapatistischer Sichtweise soziopolitischen Themen widmet. García ist Sänger und Gitarrist dieser Formation. Aus Mitgliedern von Mercado Negro und Tijuana No! entstand die Gruppe Mercado No Identificado, der Zúñiga und Jiménez angehören und bei der Bastida bereits als Gastmusikerin tätig war. Jene Formation tourte 2004 unter dem Namen Tijuana No! auch durch Deutschland.

### Wiedervereinigung
Anlässlich der 11. Ausgabe des Festival Iberoamericano de Cultura Musical Vive Latino, vom 23. bis 25. April 2010 in Mexiko-Stadt, vereinigte sich Tijuana No! erneut. Bei ihrem etwa einstündigen Auftritt am Schlusstag des Festivals erhielt die Band Unterstützung von Julieta Venegas, mit der sie Pobre de Ti aufführte. In einer Pressekonferenz nach dem Konzert bestätigten Teca García, Jorge Velázquez, Jorge Jiménez und Alejandro Zúñiga die Möglichkeit einer „offiziellen Rückkehr“ auf die Bühne. Zúñiga bemerkte, die Band fühle sich nun angetrieben ein neues Album aufzunehmen und auf Tour zu gehen, sie habe jedoch beim ersten gemeinsamen Auftritt nach langer Zeit Probleme auf der Bühne gehabt.
Am 31. Juli 2010 gaben Tijuana No! anlässlich ihres 20-Jahr-Jubiläums ein Konzert im Auditorio Municipal zu Tijuana. Seither kommt es zu gelegentlichen Auftritten der Band. 2015 wurde mit Tijuana No: Transgresión y fronteras (Regie: Pável Valenzuela Arámburo) eine Dokumentation über Tijuana No! veröffentlicht.

## Musik

### Einflüsse
Tijuana No! selbst gaben an, dass die prägendsten Einflüsse auf ihr Schaffen die Werke von Jello Biafra (Sänger der Dead Kennedys), John Doe von X, The Clash und die X-Ray Spex waren. Laut Josh Kun, Associate Professor an der University of Southern California, sei die Band musikalisch genauso von US-Punk-Bands inspiriert gewesen wie von Gruppen aus Tijuana, weswegen die Band nicht als nationales (mexikanisches) Konstrukt zu verstehen sei. Stark geprägt zeigen sich ihre Alben von den an ihnen beteiligten musikalischen Ratgebern und Produzenten: So wird Tijuana No! als stilistisch nahe an Maldita Vecindad beschrieben und Transgresores de la ley als vom baskischen Radikalrock Fermin Muguruzas durchzogen.
Anfänglich sei die Band, so Güereña, vor allem vom britischen Ska (The Specials) geprägt gewesen. Für ihn selbst sei immer der Punkrock essenziell gewesen, wohingegen Velásquez vom Classic Rock, Pink Floyd und Paul McCartney beeinflusst gewesen sei. Zúñiga wiederum sei vor allem von New Wave geprägt gewesen.

### Genre und Stilmerkmale
Charakteristisch für die Musik von Tijuana No! sind die zahlreichen Stil-Einflüsse, die von modernen Genres wie Ska-Punk, Latin Rock, Reggae, Metal, Drum and Bass und Hip-Hop bis hin zu Weltmusik und traditionellen Stilen aus aller Welt reichen. Laut Luis Güereña achtete die Band jedoch nicht darauf in bestimmtes musikalisches Genre zu passen. Ihr Sound sei eine Fusion dessen, was jeder in die Gruppe bringe, das wesentlichste Merkmal ihrer Musik sei ihre Vielfalt.
All diese stilistischen Einflüsse gelten als Grundstein des „explosiven, tanzbaren Sounds“ Tijuana No!s. Manche Lieder zeigen stärkere Einflüsse eines Genres als andere. Cowboys und Teile von Fantasma (beide vom Album Tijuana No!) und Sin Tierra aus Contra-Revolución Avenue sind dem Ska sehr nahe; von Reggae geprägt sind Niños de la Calle, der Rest des Liedes Fantasma, Fiesta de Barrio (alle Tijuana No!) und ein Teil von Sin Tierra. Kill Steal, Sí, Ali Baba (y sus 40 mil ladrones), La Migra (alle Tijuana No!), Transgresores de la ley vom gleichnamigen Album und Travel Trouble und Killing Brothers aus Contra-Revolución Avenue sind aufgrund ihrer E-Gitarren-Riffs verschiedenen Rockgenres zuzuordnen. Pobre Frida (Transgresores de la ley) kennzeichnet sich durch ein Baritonsaxophon-Thema; auf Contra-Revolución Avenue findet sich mit Stolen at Gunpoint auch eine Hardcore-Rap-betonte Nummer.
Neben Percussion-Instrumenten, Schlagzeug, E-Gitarren, E-Bass und Blasinstrumenten verwendeten Tijuana No! in ihren Werken verschiedene traditionelle lateinamerikanische Instrumente wie präkolumbianische Flöten und ein Schneckenhorn in der Einleitung zu Transgresores de la ley oder eine Panflöte für die Melodie von El Cóndor Pasa, mit welcher das Lied Renace en la montaña beginnt. Diese Vermischung traditioneller und populärer Musikelemente betont einerseits die Legitimität, dass die Band die Gefühle und Interessen des Publikums vertritt, und andererseits fördert sie die Identifikation zwischen Musikern und Publikum.
Ein anderes wesentliches Element in der Musik Tijuana No!s ist die Tatsache, dass der Band mit Güereña, García und Bastida drei Sänger zur Verfügung hatte, deren Stimmen eigene Funktionen einnahmen; in einigen Liedern sind zusätzlich Stimmen von Gastmusikern wie Manu Chao, Fermin Muguruza, Kid Frost und Kim Deal zu hören. Güereñas knurrend-heulender Gesang wurde in erster Linie für die satirischen Punk-Texte eingesetzt. Bastida sang mit herzlicher Stimme die melodiösen Popmelodien und Teca García, dessen Gesang Einflüsse von Folk, Funk, Rock und Ska verbindet, übernahm zusätzlich die Rap-Passagen. Güereña verstand sich selbst jedoch nicht als Sänger der Gruppe, sondern als ihr wichtigster Texteschreiber und „Schreier“.

## Inhalte, Aussagen und Programm
In seinem Beitrag (“The Sun Never Sets on MTV”: Tijuana NO! and the Border of Music Video) zum Sammelband Latino/a Popular Culture schreibt Josh Kun über die Band:

“Born and nurtured within the Tijuana-San Diego borderlands, Tijuana NO! concocts antigovernment, anti-U.S., anti-imperialist, anti-PRI, anti-racist, anti-NAFTA, pro-immigrant, pro-Zapatista, pro-anarchy punk explosives […]”

„Geboren und aufgewachsen innerhalb der Grenzregion um Tijuana und San Diego bereiten Tijuana NO! gegen die Regierung, die USA, die PRI und die NAFTA gerichteten, antiimperialistischen, antirassistischen, proimmigrantischen, prozapatistischen, proanarchischen Punk-Sprengstoff zu […]“

Tijuana No! verstanden sich als Sprachrohr der Unterdrückten auf beiden Seiten der Grenze zwischen den Vereinigten Staaten und Mexiko sowie des zentral- und südamerikanischen Raumes. Laut Luis Güereña würde die Band so lange über politisches Bewusstsein singen, bis sich die Lebensqualität der Unterschicht weltweit verbessert habe. Aus Sicht der Gegner der mexikanischen Regierung sagten Güereña und die Band lediglich die Wahrheit über alltägliche Ungerechtigkeit; die Band repräsentierte den Teil der mexikanischen Bevölkerung, die das alte System satt hatte, und die glaubte, es zerstören und durch etwas Besseres ersetzen zu können. Sich selbst bezeichnete die Band nicht als politisch; Jorge Velásquez sagte über die Motivation der Band: „Oft wissen die Leute gar nichts von den Schweinereien, die in Mexiko passieren und hören sie in unseren Texten und bei unseren Ansagen zum ersten Mal. Dann denken sie hoffentlich darüber nach.“ (Jorge Velásquez)
Für ihre Ideale trat die Gruppe nicht nur in ihren Texten ein, sondern auch bei Benefizveranstaltungen wie Rock por Chiapas, Gira por la Libertad und Vibra Votán por las 3 señales oder bei antirassistischen Veranstaltungen in Grenzcamps nahe Tijuana. Die zahlreichen Kollaborationen mit Musikern aus allen Teilen der Welt symbolisieren das Überschreiten von Grenzen und dienen der Bündelung des musikalischen und geistigen Potentials der Künstler, wodurch Sprachbarrieren, Schubladisierungen und Nationalismen durchbrochen werden sollten.
Dass die Band beim multinationalen Label BMG unter Vertrag stand und ihre Musikvideos auf MTV gespielt wurden, sich auf ihren Konzerten und in ihren Liedtexten jedoch gegen den Unternehmensexpansionismus und Kontrolle aussprach, die ihr Label und MTV verkörperten, sei, so Josh Kun, aus marxistischer Sicht höchst widersprüchlich und ungereimt. Kun selbst sieht dies jedoch als eine Strategie: Tijuana No! nutze die Technologie und die kapitalistische Produktionsweise zur Verbreitung ihrer Botschaften.

### Entstehen der Liedtexte
Die Liedtexte der Band sind in den Sprachen Spanisch, Englisch und Spanglish verfasst und großteils von den Bandmitgliedern gemeinsam erarbeitet: Nachdem ein Lied fertig komponiert wurde, verfassten die Mitglieder individuelle Texte, verglichen diese Vorschläge und verarbeiteten sie schließlich zu den fertigen Letras. Einige Ausnahmen davon sind die Lieder Pobre de Ti (Text von Julieta Venegas), Spanish Bombs (Cover von The Clash), El Sordo und Sí (César Ortega), Pobre Frida und La Esquina del Mundo (Fermin Muguruza) und das aus Zusammenarbeit mit zahlreichen Musikern aus anderen Ländern entstandene Album Contra-Revolución Avenue.

### Themen

#### Die mexikanisch-US-amerikanische Grenze
Enrique Lavin definiert Tijuana No! nicht nach ihrem Herkunftsland, sondern als “US-Mexico border band” (Enrique Lavin, deutsch: „USA-Mexiko-Grenz-Band“). Die geographische Lage Tijuanas an der Grenze zu den Vereinigten Staaten beschrieben Tijuana No! in La Esquina del Mundo („die Ecke der Welt“) als «penúltima calle de Latinoamérica» (deutsch: „vorletzte Straße Lateinamerikas“); inspiriert von Eduardo Galeanos Werk Die offenen Adern Lateinamerikas, dessen Titel sie leicht abgewandelt im Refrain erwähnen (Originaltitel: Las venas abiertas de América Latina; im Liedtext: Venas abiertas de Latinoamérica), sprechen sich Tijuana No! für die Öffnung der Grenzen aus.

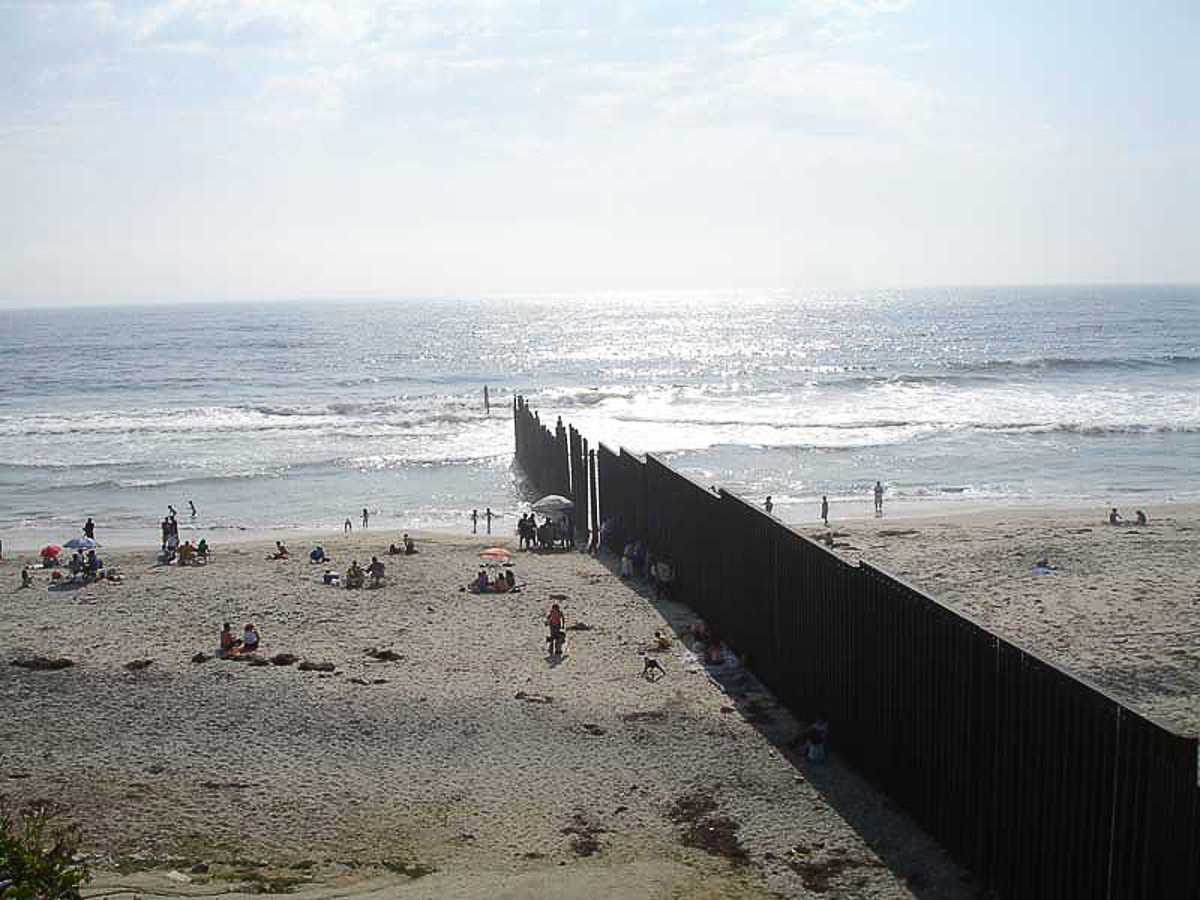
Der Strand in Playas de Tijuana mit dem Grenzzaun – Kulisse im Musikvideo zu La Esquina del Mundo

Das Lied und das Video dazu entstanden 1994, im selben Jahr wie die California Proposition 187, welche die Rechte der illegal Eingewanderten jenseits der Grenze stark minderte. Im von Angel Flores-Torres gedrehten Musikvideo spielt die Band live am Strand nahe Tijuana vor dem Grenzzaun. Laut Josh Kun vereint der Song Lyrics über die politische und künstlerische Realität an der Grenze und verschiedene Musikstile, die in beiden Amerikas erfunden und entwickelt wurden; das Lied sei nicht lediglich eines an oder von der Grenze oder über die Grenze, sondern ein Lied, das die Grenze ist (“This is a song […] that is the border”). Teile des Videos zu Pobre de Ti wurden ebenso im unmittelbaren Grenzgebiet gedreht; in der Einleitung dazu erinnert ein Graffiti an der Grenzbarriere an die Teilung Berlins:

«Si el Muro de Berlín cayó éste por qué no»

„Wenn die Berliner Mauer gefallen ist, warum nicht diese“

Güereña entsagte der Grenze jegliche Existenzberechtigung, Ungerechtigkeit und Ungleichheit in Mexiko führte er auf die Dominanz der „Yankees“ zurück. Travel-Trouble aus dem Album Contra-Revolución Avenue spricht von der „Scheinheiligkeit“ des kapitalistischen Systems, in dem es für Umweltverschmutzung und Geldverkehr keine Grenzen gebe, während Menschen ohne Papiere der Grenzübertritt verweigert werde, obwohl sie zum Sichern ihrer Subsistenz die Grenze überschreiten müssten.

##### Kritik an den USA

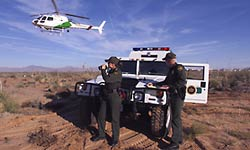
„La migra“: Die United States Border Patrol

Im Intro zu La Migra sind ein hektisches Gespräch zweier mexikanischer Flüchtlinge an der US-mexikanischen Grenze und das Rauschen der Rotorblätter eines Helikopters der US Border Patrol zu hören. Anschließend parodiert Güereña in gebrochenem Spanisch einen INS-Officer, der durch ein Megaphon die Mexikaner auffordert zurück nach Mexiko zu gehen, weil sie ihm zu hässlich sind. Das Lied endet mit dem Ausruf „Fuck the USA!“.
La Migra und Gringos Ku Klux Klanes zielten auf den kalifornischen Gouverneur Pete Wilson und rassistische anti-immigrantische Stimmung ab. Bei Liveaufführungen verkleidete sich Güereña als Uncle Sam, Freiheitsstatue oder Pete Wilson mit Hitlerbart, zeigte den Hitlergruß und rief „Heil a California! Heil a Pete Wilson! Heil a [California Proposition] 187!“. Er beschimpfte das Publikum, bis dieses verärgert darauf reagierte. Diese Provokationen sollten dazu führen, dass sich das Publikum Gedanken über den Ursprung von Rassismus, Diskriminierung und Migration macht. Güereña trug häufig T-Shirts mit dem Aufdruck Beaner, einem englischsprachigen exonymischen Ethnonym für Mexikaner.

##### Imperialistische Geschichte

Mexikanische Gebietsverluste im Jahr 1848 infolge des Vertrags von Guadalupe Hidalgo

In Stolen at Gunpoint nahmen Tijuana No! und Kid Frost zusätzlich zu weiterer Kritik an der US-amerikanischen Migrationspolitik auch zu einer historischen Komponente der US-amerikanisch-mexikanischen Beziehungen Stellung: dem Mexikanisch-Amerikanischen Krieg, der in massiven Gebietsverlusten Mexikos endete. Die Musiker präsentieren sich im Video als Neorevolutionäre auf der Jagd nach Gouverneur Wilson; durch die Kollaboration mit einem Chicano entlarven sie die „Lüge“ der Grenze als Trennlinie, so Josh Kun. Hauptziel des Liedes sei die Wiederbesiedlung des ehemals mexikanischen Territoriums durch mexikanische Migranten.
Tijuana No! beschränkten sich in ihrer Kritik an Imperialismus und Rassismus nicht lediglich auf das Verhältnis zwischen Mexiko und den USA. Sie behandelten auch in anderen Regionen der Welt grassierende Formen des Rassismus, wie zum Beispiel im Lied Soweto, in dem Nelson Mandela als Hoffnung für die jahrzehntelang unterdrückte schwarze Bevölkerung Südafrikas und als ihr Führer gepriesen wurde.

#### Revolutionen und Solidarität mit Untergrundbewegungen

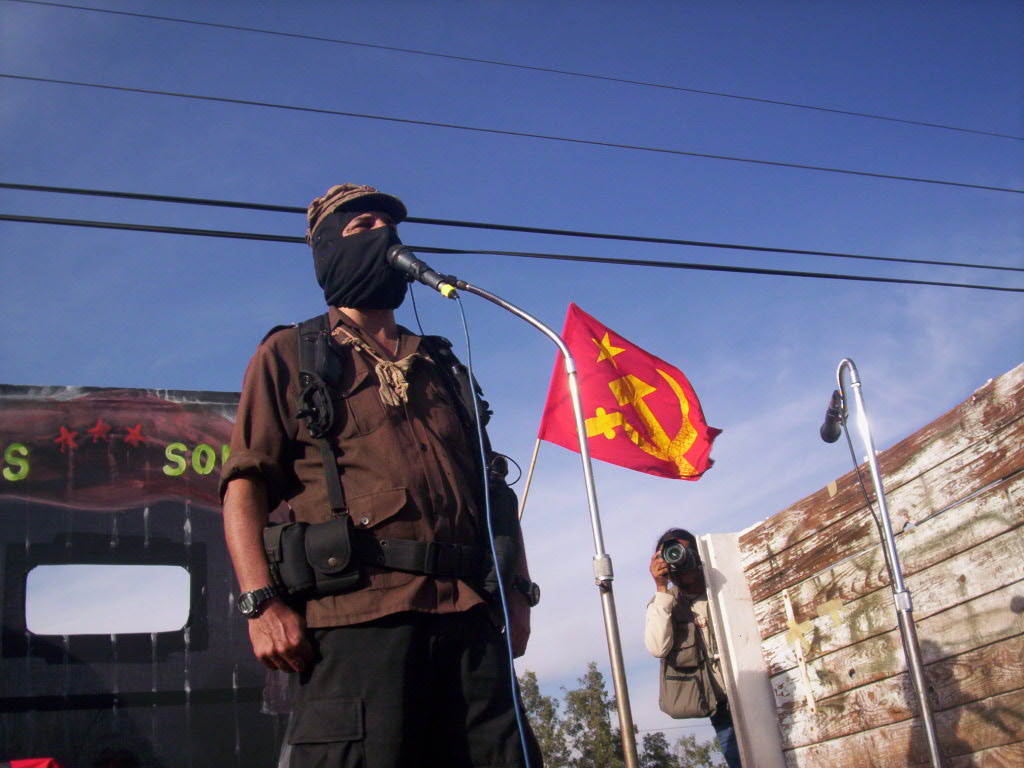
EZLN-Sprecher Subcomandante Marcos – „Gastmusiker“ bei Transgresores de la Ley

In den Danksagungen auf der Platte Transgresores de la Ley erwähnte Güereña das EZLN „und niemand anderen“. Das Album, der Titelsong und das Video dazu stellen ein Tribut an die „Zapatistischen Armee der Nationalen Befreiung“ dar, die als Reaktion auf das am 1. Januar 1994 in Kraft getretene Nordamerikanische Freihandelsabkommen entstand und der mexikanischen Regierung den Krieg erklärte. Ebenso bekannten sich andere Vertreter der mexikanischen Rockmusikszene zu der indigenen Guerillaorganisation – auch Resorte, Maldita Vecindad, Santa Sabina und José de Molina schrieben Lieder über die Ereignisse in Chiapas; das Verhältnis zwischen dem EZLN und dem mexikanischen Rock gilt grundsätzlich als sehr eng. Neben dem EZLN unterstützten Tijuana No! auch die peruanische „Revolutionäre Bewegung Túpac Amaru“ (MRTA), die ebenfalls stark in der indigenen Bevölkerung des Landes verwurzelt ist.
Am Lied Transgresores de la Ley – übersetzt „Gesetzesübertreter“, so bezeichnete die mexikanische Regierung das EZLN – ließ die Band den EZLN-Sprecher Subcomandante Marcos selbst zu Wort kommen. Das Video, gedreht von Leonardo Bondani, beginnt und endet wie das Lied selbst mit einer Grußbotschaft des Subcomandante, der die Bandmitglieder gebannt lauschen. Im Rest des Videos werden Bilder eines Benefiz-Konzerts zugunsten der Zapatisten vor dem Nationalpalast am Zócalo und eines Protestmarsches indigener Bauern gezeigt. Güereña merkte an, dass dieses Lied geschrieben worden sei, um die Bevölkerung Chiapas’ und die zapatistischen Kämpfer moralisch zu unterstützen. Dieses Lied sei für ihn sehr emotional und ein Signal zum Aufstehen und Kriegführen.

«No pasarán de este lugar – la resistencia, ¡ni un paso atrás!
A defender la dignidad gritando fuerte: ‹¡Tierra y Libertad!›»

„Sie werden nicht über diesen Platz hinweg kommen – der Widerstand, kein Schritt zurück!
Zum Verteidigen der Würde laut rufend: ‚Land und Freiheit!‘“

Im Refrain dieses Liedes verknüpften Tijuana No! zwei Slogans aus der Mexikanischen Revolution und dem Spanischen Bürgerkrieg. ¡No pasarán! („Kein Durchkommen!“) war der Schlachtruf der antifaschistisch-republikanischen Kämpfer im Spanischen Bürgerkrieg, denen Tijuana No! mit ihrer Coverversion des Liedes Spanish Bombs gedenken. Bei der mexikanischen Revolution verwendeten die Anhänger des Rebellionsführers Emiliano Zapata den Wahlspruch ¡Tierra y Libertad! („Land und Freiheit!“), den Zapata von der magonistischen Bewegung übernommen hatte. Josh Kun beschreibt das Lied Transgresores de la Ley als Hommage an Zapata, der im Liedtext in Form der Parole ¡Zapata vive! („Zapata lebt!“) namentlich erwähnt wird. Signalwörter wie dignidad („Würde“), libertad („Freiheit“) und democracia („Demokratie“), die ebenfalls im Songtext vorkommen, sind weitere zapatistische Parolen, die mittlerweile von sozialen Bewegungen in vielen Teilen der Welt aufgegriffen worden sind.

#### System- und Gesellschaftskritik
Mit Patético Cuadro formulierten Tijuana No! ihr Misstrauen gegenüber den mexikanischen Medien, insbesondere dem Fernsehen, und stellten den Informationsmangel als einen ausschlaggebenden Faktor im Chiapas-Konflikt dar.
Liedtexte über soziale Probleme waren in der mexikanischen Rockmusik der 1990er-Jahre häufig zu finden. Meistens solidarisierten sich die Künstler in diesen Liedern mit gesellschaftlichen Unterschichten, wie Tijuana No! in Sin Tierra mit den Landlosen und in Niños de la Calle mit den Straßenkindern.
Tijuana No! prangerten weiters die Korruption in der mexikanischen Politik an. Güereña trat bei Konzerten häufig gegen Abbildungen Carlos Salinas de Gortaris, des mexikanischen Präsidenten von 1988 bis 1994, in dessen Amtszeit mehrere Korruptionsfälle bekannt wurden und in welche auch die Unterzeichnung des NAFTA-Vertrags und damit der Aufstand der Zapatisten fällt. In Borregos Kamikazes sang Manu Chao als Gastmusiker «Llegó el presidente, llegó la corrupción / Llegó el presidente, llegó el gran cabrón» (deutsch: „Der Präsident ist angekommen, die Korruption ist angekommen / Der Präsident ist angekommen, die große Drecksau ist angekommen“). Um auch der Allgemeinheit die Möglichkeit zu geben, ihre Meinung zur sozialen und wirtschaftlichen Lage in Mexiko öffentlich zu verkünden, übergab Güereña das Mikrophon bei Auftritten gelegentlich dem Publikum.
Die mexikanische De-facto-Einheitspartei PRI und das mexikanische Militär bezeichnete Güereña als “group of fucking mafiosos” (deutsch: „Gruppe verdammter Mafiosi“), die dem Land, das „buchstäblich alles“ habe, alles wegnehme. Als die PRI um die Jahrtausendwende nach und nach an Einfluss verlor, meinte er:

«Me siento como un profeta. Muchos compañeros músicos entre ellos Saúl Hernández me han sugerido que me calle la boca y que no proteste tanto, pero a mí me vale.»

„Ich komme mir wie ein Prophet vor. Viele Musik-Kameraden, darunter Saúl Hernández (Anmerkung: Sänger der mexikanischen Rockband Caifanes), haben mir nahegelegt, dass ich den Mund halte und nicht so viel protestiere, aber mir ist es wichtig.“

Nicht durch Lieder aber durch T-Shirts kritisierte Güereña auch die Katholische Kirche. Mit einer Fotomontage, die den Papst mit schwangerem Bauch zeigt, karikiert er die ablehnende Haltung der Kirche gegenüber der Empfängnisverhütung.

#### Tribute

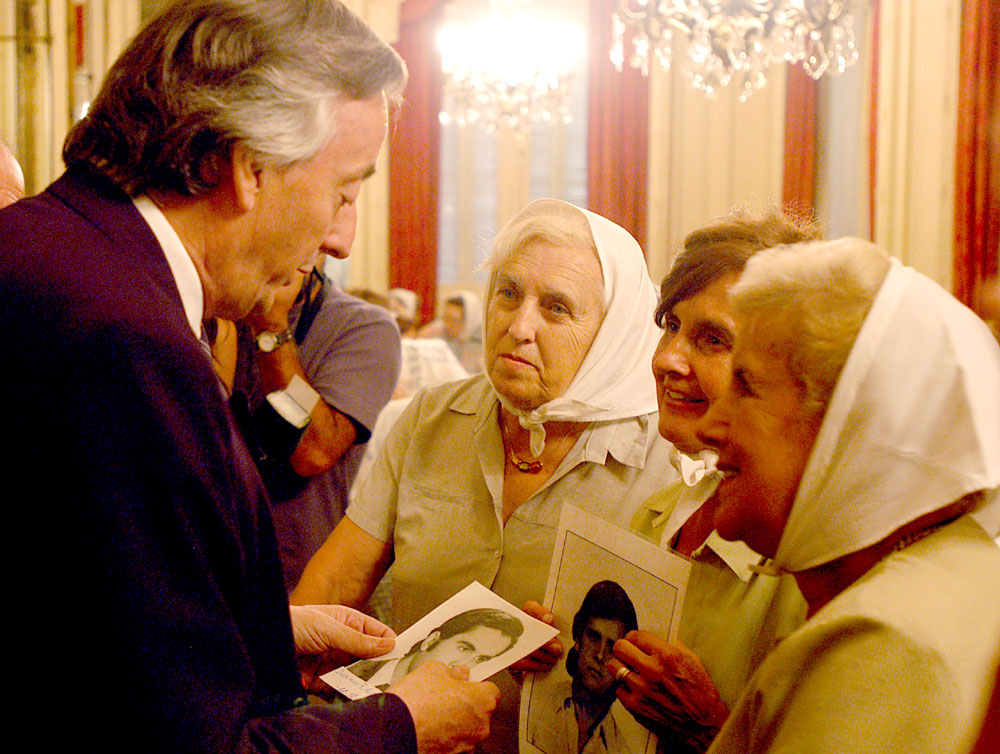
Madres de Plaza de Mayo beim argentinischen Präsidenten Néstor Kirchner (2005)

Mit ihren Liedern zollten Tijuana No! nicht nur den modernen Bewegungen MRTA und EZLN ihren Tribut. Neben mexikanischen Nationalhelden wie Emiliano Zapata oder Pancho Villa (zum Beispiel in Somos Más, Stolen at Gunpoint) werden auch der Indigenenanführer Tupaq Amaru II. aus dem heutigen Peru (in Renace en la Montaña) und der Südafrikaner Nelson Mandela (Soweto) in Songtexten erwähnt.
In Sin Tierra erwähnen sie die Madres de Plaza de Mayo, die seit 1977 gegen das „Verschwindenlassen“ von Regimekritikern in Argentinien protestierten. Porträts von Che Guevara waren mitunter Teil des Bühnenbildes; Frida Kahlo, eine vom Marxismus überzeugte mexikanische Malerin, rühmten Tijuana No! im Lied Pobre Frida:

«Ilusiones temerarias, mujer artista revolucionaria. […] Pobre Frida, compañera Kahlo»

„Waghalsige Illusionen, revolutionäre Künstlerin. […] Arme Frida, Kameradin Kahlo“

## Stimmen über Tijuana No!

### Musikalische Kritiken
In seinen CD-Rezensionen für den All Music Guide bemängelt Don Snowden wiederholt die zu starken Einflüsse ihrer Mentoren und das Fehlen einer eigenen klanglichen Identität. Das Erstlingswerk der Band zeige allzu starke Einflüsse von Manu Chao und Maldita Vecindad y los Hijos del Quinto Patio; die Gruppe spiele ihre Einflüsse vor, ohne dass die Musik je eine eigene Gestalt annehme. In seiner Kritik zum Nachfolgewerk Transgresores de la ley betont Snowden noch einmal, dass das Album Tijuana No! ziellos und unzusammenhängend wirke “compared to the very short 32 minutes of tightly focused arrangements and highly dramatic music on their second album” (Dan Snowden, deutsch: „im Vergleich zu den sehr kurzen 32 Minuten fest fokussierter Arrangements und hochdramatischer Musik auf ihrem zweiten Album“). Letztendlich, so Snowden, bleibe die Frage nach der musikalischen Identität der Band unbeantwortet; die jamaikanischen Rhythmen aus dem Debütalbum seien vom baskischen Radikal-Rock des Produzenten Fermin Muguruza überschwemmt worden. Bei diesem Urteil bleibt Snowden auch nach der Veröffentlichung von Contra-Revolución Avenue, indem er abermals betont, dass Tijuana No! weiterhin eine klangliche Identität fehle. Die Band zeige echte Musikalität nur, wenn Ceci Bastida die Lead-Vocals übernimmt. Das Bemerkenswerteste sei neben der weiter ungelösten Frage nach ihrer Identität, dass stets Gäste mit großen Namen bei ihren Aufnahmen mitmachen.
„Bedauerlicherweise“ wurde Cecilia Bastida, die als eine der wenigen herausragenden weiblichen Sänger des spanischsprachigen Rocks (rock en español) neben Andrea Echeverri von den Aterciopelados bezeichnet wird, auf den ersten beiden Alben nur selten die Leadstimme überlassen, schrieb das US-amerikanische Musikmagazin Frontera.
Andere Stimmen behaupten, Tijuana No! hätten innerhalb der mexikanischen Szene einen großen Vorsprung in ihrem Musikstil gehabt, Luis Güereña wurde nach seinem Tod gar als Pionier der Rock-, Ska- und Punkmusik in Nordmexiko bezeichnet. Einer von vielen Bandbeschreibungen zufolge vermenge die „legendäre“ Band „Elemente aus Ska, Pop, Rock und traditioneller mexikanischer Musik miteinander zu einer energiegeladenen Synthese […], die ihnen, gepaart mit ihren konsequent politischen Texten, eine wirklich einzigartige Vitalität verleiht“ und sie sei die einflussreichste Punkband Mexikos, wenn nicht gar Südamerikas.

### Programmatische Vorreiterrolle
Laut The Rough Guide to Rock unterscheidet sich Tijuana No! von anderen sozialkritischen Bands in Mexiko zum einen dadurch, dass sich unter ihren Werken Lieder mit klar revolutionärem Charakter finden. Zum anderen zeigen ihre Titel stilistisch keine eindeutig mexikanische Prägung, da sie härtere Genres als frühere Bands in Mexiko verwendeten. Laura Hightower nannte die Band die eindringlichste und streitlustigste einer neuen Rockmusikbewegung. In anderen Bandbeschreibungen wird Tijuana No! als erste mexikanische Skaband mit einem politischen Hintergrund beschrieben, Enrique Lavin nannte Tijuana No! im Juli 1998 im CMJ New Music Monthly die politischste aller mexikanischen Bands. Serge Dedina bezeichnete Tijuana No! als Wegbereiter einer „ganzen alternativen Musik- und Kunst-Szene“.
Josh Kun schrieb, die Musikvideos der Band würden zu einer „Entwicklung einer neuen Grammatik der Globalisierung“ drängen:

“The music videos of Tijuana NO! urge us to develop a new grammar of globalization that disarticulates dominant ideology form technical systems of material production, one that properly accounts for the way musicians and videomakers are manipulating mass media against their will as modes of emergent citizenship and tools for social change, while denouncing and dismantling the prescribed models of citizenship and the structures of racism, imperialism, and colonialism that these tools are packaged in.”

„Die Musikvideos von Tijuana NO! mahnen uns eine neue Grammatik der Globalisierung zu entwickeln, welche dominante Ideologie und technische Systeme der materiellen Produktion voneinander getrennt behandelt, eine, die richtig erklärt, wie Musiker und Video-Macher Massenmedien gegen deren Willen als Formen aufstrebender Bürgerschaft und als Instrumente für sozialen Wandel manipulieren, während sie die vorgeschriebenen Formen der Bürgerschaft und die Strukturen des Rassismus, Imperialismus und Kolonialismus, in die diese Instrumente verpackt sind, denunzieren und zerlegen.“

### Antisemitismus-Vorwurf
Bei einem Auftritt in Mexiko-Stadt sagte Luis Güereña, es sei kein Zufall, dass während der Terroranschläge am 11. September 2001 keine Juden im World Trade Center gewesen seien. Deswegen und wegen des Hitlergrußes in den Bühnenshows wurden der Band antisemitische Tendenzen vorgeworfen. Ein Auftritt in Deutschland wurde abgesagt, da sich die Band von dieser Aussage Güereñas aus Sicht der Veranstalter nicht ausreichend distanzierte. Alex Zúñiga bekräftigte, dass die Band weder antisemitisch noch antijüdisch sei und dass Güereña, der zu diesem Zeitpunkt nicht mehr Teil der Band war, alleine für seine Äußerungen verantwortlich sei.
Der Politikwissenschaftler John Holloway beschrieb diese Äußerungen und antiamerikanistische Parolen angesichts der Rolle, welche die USA in Lateinamerika gespielt hätten, als „kaum überraschend“ und „mehr als verständlich“: Macht werde mit den Vereinigten Staaten gleichgesetzt und Antiamerikanismus zunehmend hoffähig. In diesen Kreisen wäre Antinordamerikanismus „fast per definitionem“ mit Antizionismus und nicht selten auch mit Antisemitismus verbunden, sprach hingegen die mexikanische jüdische Kolumnistin Esther Shabot.

## Werkverzeichnis
| Diskografie                                                       |                    | |
| Titel                                                             | Veröffentlichung   | Anmerkungen |
| Studioalben:                                                      |                    | |
| NO                                                                | 1992               | im Independent-Label Rock and Roll Circus erschienen |
| Tijuana No!                                                       | 15. Februar 1994   | überarbeitete Version des Albums NO; Label BMG Culebra |
| Transgresores de la ley                                           | 10. Januar 1995    | Label BMG Culebra |
| Contra-Revolución Avenue                                          | 7. April 1998      | Label BMG U.S. Latin |
| Live-CD:                                                          |                    | |
| Live at Bilbao, Spain                                             | 6. Juni 2000       | Label BMG U.S. Latin |
| Best-Of:                                                          |                    | |
| Rock milenium                                                     | 12. Januar 1999    | Beide Best-Of-CDs der Band sind Teil einer Reihe von Kompilationen verschiedener mexikanischer Musiker und Bands; Label BMG U.S. Latin (beide)                                                            |
| Rock en Español – Lo mejor de: Tijuana No                         | 21. August 2001    | Beide Best-Of-CDs der Band sind Teil einer Reihe von Kompilationen verschiedener mexikanischer Musiker und Bands; Label BMG U.S. Latin (beide)                                                            |
| Sampler-Beiträge:                                                 |                    | |
| Alternativo – Culebra                                             | 26. März 1996      | mit Transgresores de la Ley |
| Rockmania in Spanish                                              | 25. Februar 1997   | mit Pobre de Ti |
| Lo Mejor del Rock 1993                                            | 17. Juni 1997      | mit La Migra und Niños de la Calle |
| Lo Mejor del Rock 1994                                            | 17. Juni 1997      | mit Spanish Bombs und La Esquina del Mundo |
| Reconquista!: The Latin Rock Invasion                             | 1997               | mit Transgresores de la Ley |
| Rockmania in Spanish, Vol. 2                                      | 10. Februar 1998   | mit La Esquina del Mundo |
| Live from the Latino Laugh Festival, Vol. 1                       | 19. Mai 1998       | mit Sin Tierra |
| 100 % Rock                                                        | 15. Dezember 1998  | mit Spanish Bombs |
| Amodio eta gorrotozko kantak/Canciones de amor y odio (1984–1998) | 1998               | mit La Esquina del Mundo; von Fermin Muguruza organisierte Kompilation |
| Rockmania in Spanish, Vol. 3                                      | 23. März 1999      | mit Nadie Dijo Nada |
| 100 % Rock 1999                                                   | 14. Dezember 1999  | mit Gente |
| Latin Rock Explosion Vol. 1 – La Explosión del Rock Latino        | 17. Juli 2000      | mit Pobre de Ti und Spanish Bombs |
| Brigadistak Sound System                                          | 17. September 2001 | Harria (gemeinsam mit Fermin Muguruza, John Pantle und Mikel Abrego); CD von Fermin Muguruza |
| Rock en Español – Lo mejor de: En Vivo                            | 9. Oktober 2001    | mit Pobre de Ti; Live-Sampler aus derselben Reihe wie Rock en Español – Lo Mejor de: Tijuana No |
| Juntos                                                            | 23. April 2002     | mit Pobre de Ti, Ali Baba (y sus 40 mil ladrones), La Migra, Spanish Bombs und Golpes Bajos; diese CD besteht je zur Hälfte aus Liedern von Tijuana No! und Maldita Vecindad y los Hijos del Quinto Patio |
| Rock the Latin Groove                                             | 21. Oktober 2002   | mit Pobre de Ti |
| Divas del Rock                                                    | 5. Februar 2002    | mit Pobre de Ti |
| 15 Años de Rock en Tu Idioma                                      | 23. Juli 2002      | mit Pobre de Ti, Ali Baba (y sus 40 mil ladrones) und La Migra |
| Ska’n Dalo                                                        | 14. September 2004 | mit Pobre de Ti und La Vaka |
| 30 Rock Pegaditas                                                 | 4. Januar 2005     | mit Pobre de Ti |

| Videografie             |                          |                     |
| Lied                    | aus Album                | Regie               |
| Pobre de Ti             | Tijuana No!              | Angel Flores-Torres |
| La Esquina del Mundo    | Transgresores de la Ley  | Angel Flores-Torres |
| Transgresores de la Ley | Transgresores de la Ley  | Leonardo Bondani    |
| Stolen at Gunpoint      | Contra-Revolución Avenue | Leonardo Bondani    |